# Nisse Karlo
Nisse Karlo, född Nils Paul Karlsson 6 maj 1893 i Tammerfors, död 9 april 1965, var en finländsk skådespelare. Han var gift med skådespelaren Martta Karlo.
Karlo tilldelades Pro Finlandia-medaljen 1955.

## Filmografi[1]
- Noidan kirot, 1927
- Miekan terällä, 1928